# Timothy Black
Timothy James Black (Richmond, 30 april 1981) is een Amerikaans voormalig basketballer.

## Carrière
Black speelde collegebasketbal voor de Barton Bulldogs van 1999 tot 2003. In 2003 tekende hij bij het Duitse Lions Mönchengladbach in de Duitse tweede klasse. Hij tekende het jaar erop in de Duitse eerste klasse bij Paderborn Baskets waar hij vier jaar speelde. In 2008 tekende hij bij de Belgische eersteklasser Antwerp Giants waar hij speelde van 2008 tot 2013, hij verlengde in 2010 zijn contract voor drie seizoenen. Van 2013 tot 2014 speelde hij nog een seizoen in de Italiaanse tweede klasse Azzurro Napoli. In 2015 bracht hij samen met Brian Lynch en Kevin Reed de single Beneath the Surface uit.
In 2015 werd hij opgenomen in de Barton College Athletic Hall of Fame.

## Erelijst
- Duitse competitie topscorer: 2008
- Ster van de coaches: 2009
- Barton College Athletic Hall of Fame: 2015